# Meng Tian
Meng Tian (蒙恬) (mort el 210 aEC) va ser un general de la Dinastia Qin que es va distingir en les campanyes contra els Xiongnu i en la construcció de la Gran Muralla de la Xina. Ell va ser el germà major de Meng Yi. Era descendent d'una gran línia de generals militars i arquitectes. El seu pare Meng Wu també va ser un general de Qin que va lluitar sota Wang Jian.
Per l'època que la Dinastia Qin va conquerir els altres sis estats i va començar el seu regnat sobre la Xina en el 221 aEC, els nòmades Xiongnu havien incrementa la seva força d'invasió en el nord i començaren l'expansió cap a l'est i l'oest. Qin Shi Huang, el primer emperador de la Dinastia Qin, va enviar un for exèrcit de 100,000 homes dirigit pel general Meng Tian per repel·lir els xiongnu cap al nord uns 1000 li (uns 416 km) i per començar a treballar en el que es coneix com la Gran Muralla per protegir contra la invasió. Les obres de defensa que es diu que van començar a estendre's al voltant d'uns 10.000 li (4,158 km) "des de Lintao fins a Liaodong i fins i tot s'estenien creuant el riu Groc i a través de Yangshan i Beijia.", això és, des de la cantonada sud-oest del Bucle Ordos fins al Mar Groc. Yangshan i Beijia són difícils de localitzar, però el mur transcorria al llarg del riu Groc i incloïa tots els Bucles d'Ordos.
L'enginy de Meng Tian es pot veure en l'eficiència (encara inhumana) en la política de construcció, la consideració de la topografia, i la utilització de les barreres naturals. Meng Tian en va supervisar la construcció d'un sistema de carreteres que unia les antigues àrees de Yan, Qi, Wu i Chu, així com una sèrie de carreteres especialment per a l'ús imperial. El sistema finalment van tenir un paper extremadament important en el transport antics i els intercanvis econòmics. Ell tradicionalment és també venerat per les importants millores en la "brotxa de tinta" (毛筆) i és especialment recordat al "Festival de la Ploma de Huzhou", que es va desenvolupar a partir de les festivitats en el seu temple ancestral.
Quan Príncep Fusu, el fill major de Qin Shi Huang i el llavors-príncep hereu, va ser exiliat per a treballar en la frontera nord per haver dissentit de les Polítiques del seu pare, a Meng Tian se li va ordenar assistir al príncep — una tasca que va realitzar amb lleialtat. Quan el Primer Emperador va faltar, la mort de Meng es va produir a través d'un complot de Zhao Gao. Es va ser forçat a suïcidar-se en la presó, i la seva família va ser anihilada. Tres anys després de la seva mort, la Dinastia Qin es va col·lapsar.

## En la cultura popular
Meng Tian és una de les 32 figures històriques que apareixen com personatges especials en el videojoc Romance of the Three Kingdoms XI de Koei. Ell també apareix com un personatge no jugable al Prince of Qin.

## Anotacions
1. ↑  Watson (1993), p. 133, 194
2. ↑  [enllaç sense format] http://www.bjsoyo.com/travel_detail_xc.asp?articleID=1723%5BEnllaç+no+actiu%5D